# 四道橋駅
四道橋駅（しどうきょうえき）とは中華人民共和国北京市門頭溝区に位置する北京地下鉄S1線の駅である。

## 駅構造
島式ホーム1面2線を有する地上駅。

## 歴史
- 2017年12月30日 - 開業[1]。

## 隣の駅
北京地下鉄
■S1線
金安橋駅 - 四道橋駅 - 橋戸営駅